# Totenkirche (Treysa)

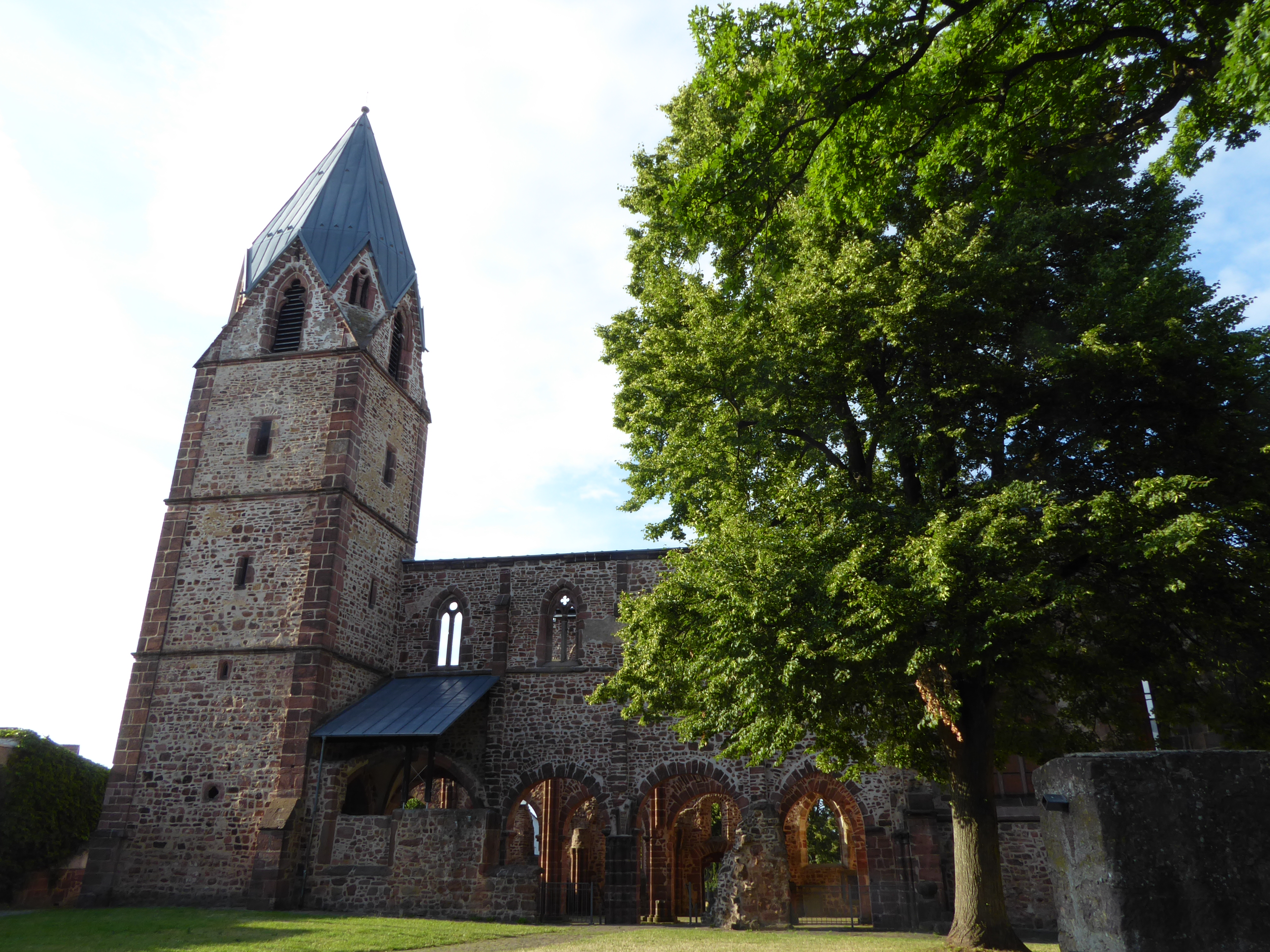
Blick auf die Totenkirche

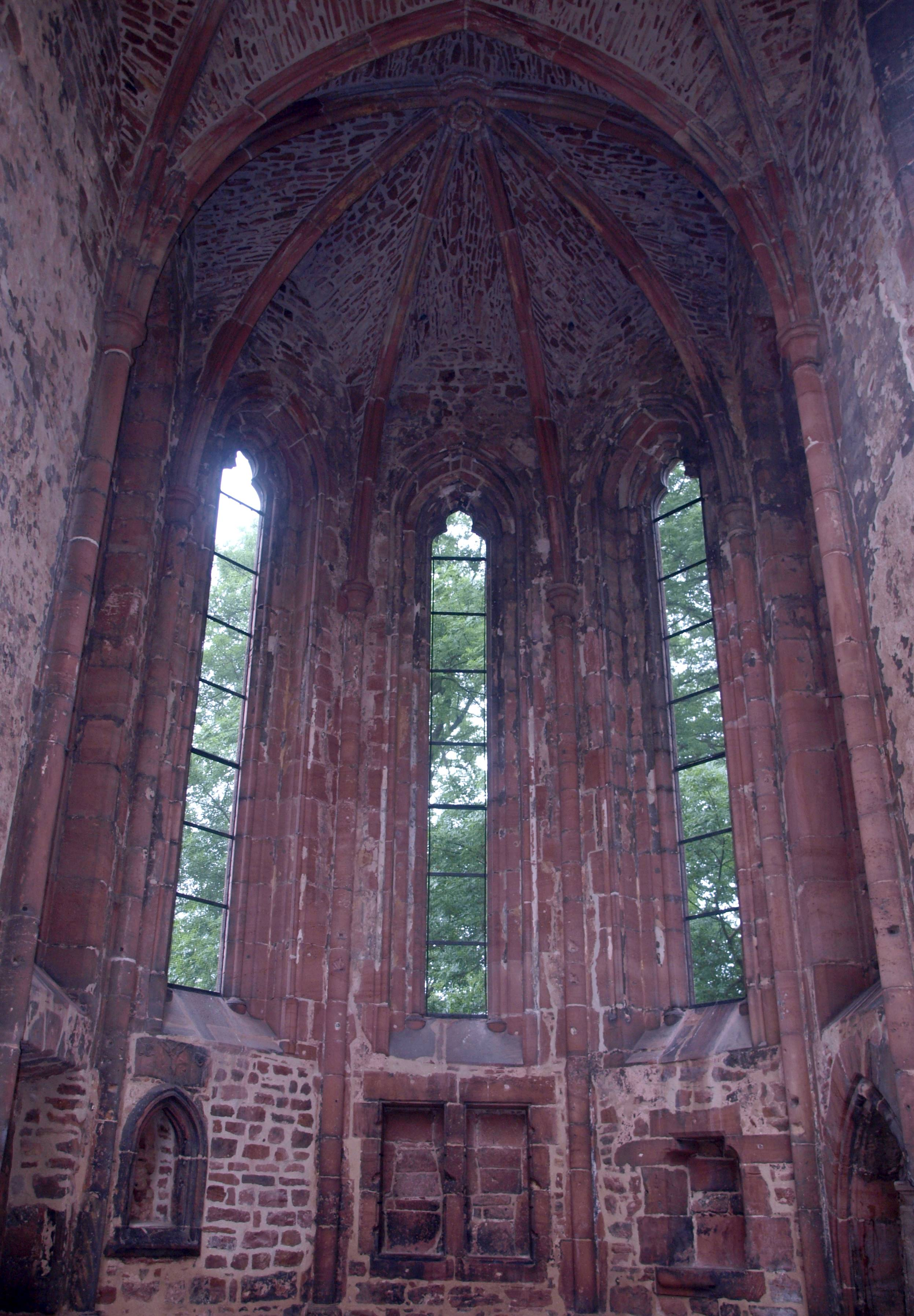
Chor der Totenkirche mit Fünfachtelschluss

Die Totenkirche ist eine Kirchenruine in Treysa und gilt als ein Wahrzeichen. Sie steht unter Denkmalschutz.

## Geschichte
Die Kirche entstand als letzte große Basilika im ausgehenden 12. Jahrhundert, also in der Übergangszeit von der Romanik zur Gotik, und wurde um 1265 fertiggestellt. Bis ins 16. Jahrhundert hinein war sie die Stadtpfarrkirche von Treysa und St. Martin geweiht. Treysa war Mittelpunkt eines kirchengerichtlichen „Send“-Bezirkes, der mehr als 30 Ortschaften umfasste, und unter dem Dekanat von Amöneburg des Archidiakonates des Stiftes St. Stephan zu Mainz im Erzbistum Mainz unterstand.
Mit Einführung der Reformation in Hessen genehmigte 1531 Landgraf Philipp eine Bitte der Bürgerschaft der Stadt Treysa, die nunmehr infolge der Reformation durch Auflösung des hiesigen Dominikanerklosters freigewordene Klosterkirche zur Hl. Maria (heutige Ev. Stadtkirche) als Pfarrkirche zu nutzen. Die alte Stadtpfarrkirche wurde fortan als „Totenkirche“ für Begräbnisgottesdienste benutzt. Obwohl gelegentlich Reparaturen mit Unterstützung der Kirchenkasse ausgeführt werden sollte, verfiel die alte Pfarrkirche zusehends. 1830 wurde das Dach angeblich durch Blitzschlag schwer beschädigt. Aus Sicherheitsgründen wurde wegen Einsturzgefahr der Abbruch geplant. Magistrat und Unterrat der Stadt Treysa protestierten aber 1832/33 gegen das Vorhaben.

### Verfall und Wiederaufbau
Nach Feststellung umfangreicher Bauschäden wurde die Kirche um 1835 dem Verfall preisgegeben. Erste unsachgemäße Versuche, diesen Verfall aufzuhalten, führten 1909 zu einer weiteren Verschlechterung des Bauwerksbestands: Die Betonabdeckungen und der damals verwendete Zement-Spritzmörtel vertrugen sich nicht mit den Steinen des Mauerwerks.
1993 gründete sich der Förderkreis Totenkirche e.V., welcher sich um den Erhalt und die Bestandssicherung der Kirchenruine bemühte. Zum Abschluss der gelungenen Bestandssicherung erfolgte Pfingstsonntag 2006 ein evangelischer Gottesdienst mit Abendmahl, in dem ausdrücklich der Name von Totenkirche nach „St. Martin“ zurück geändert wurde. 2011 wurde der Förderkreis nach Abschluss aller Aktivitäten offiziell aufgelöst und das Vereinsvermögen der evangelischen Kirchengemeinde Franz-von-Roques für den weiteren Erhalt der Ruine übergeben.
Seit Abschluss der Restauration wird die Totenkirche wieder für verschiedene Veranstaltungen genutzt, etwa für den Probtanz zum Auftakt der Hutzelkirmes (bis 2014), das jährliche „Weindorf“ und Open-Air-Musicals. 2015 feierte die evangelische Kirchengemeinde das 750-jährige Bestehen der Kirche.

### Buttermilchturm
Die Kirche ist heute vor allem bekannt für ihren ca. 35 m hohen Glockenturm, den sogenannten Buttermilchturm. Der Überlieferung zufolge soll dieser Turm während einer Belagerung von den eingeschlossenen Bürgern der Stadt mit Buttermilch bestrichen worden sein, um den Belagerern zu zeigen, dass die Stadt noch genügend Vorräte habe, woraufhin diese abgezogen seien. Nachweislich war in jenen Tagen weiße Farbe auf Milch-/Kasein-Basis üblich. Im Rahmen der Sanierungsarbeiten wurden Rechnungen gefunden, die belegen, dass die Kirchengemeinde  zur Zeit der Legende tatsächlich Milch eingekauft hat, um daraus Kaseinweiß herzustellen. Der Turm war lange Zeit weiß verputzt, infolge der Bestandssicherung ist er es jedoch nicht mehr.
Im Turm befinden sich drei Glocken. Die Inschrift der mittleren „Betglocke“ lautet:
„DO VENIAM MENTI DO LAUDEM CUNCTIPOTENTI DEFUNCTOS PLANGO VIVOS VOCO FULGURA FRANGO“
Ich spende Verzeihung der Seele und Lob dem Allmächtigen, beklage die Toten, rufe die Lebenden und breche die Blitze.

## Bilder

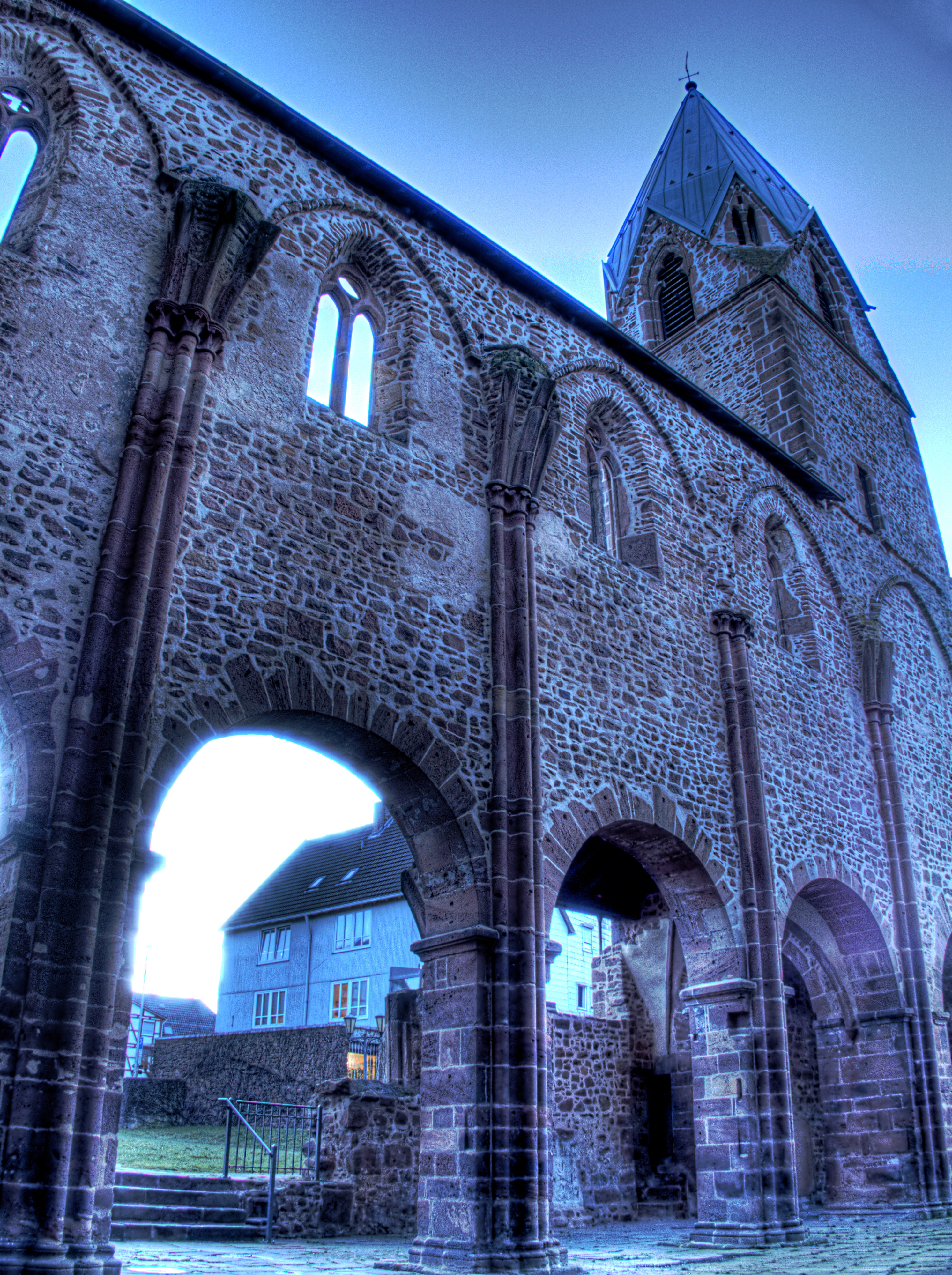
HDR-Aufnahme der Totenkirche
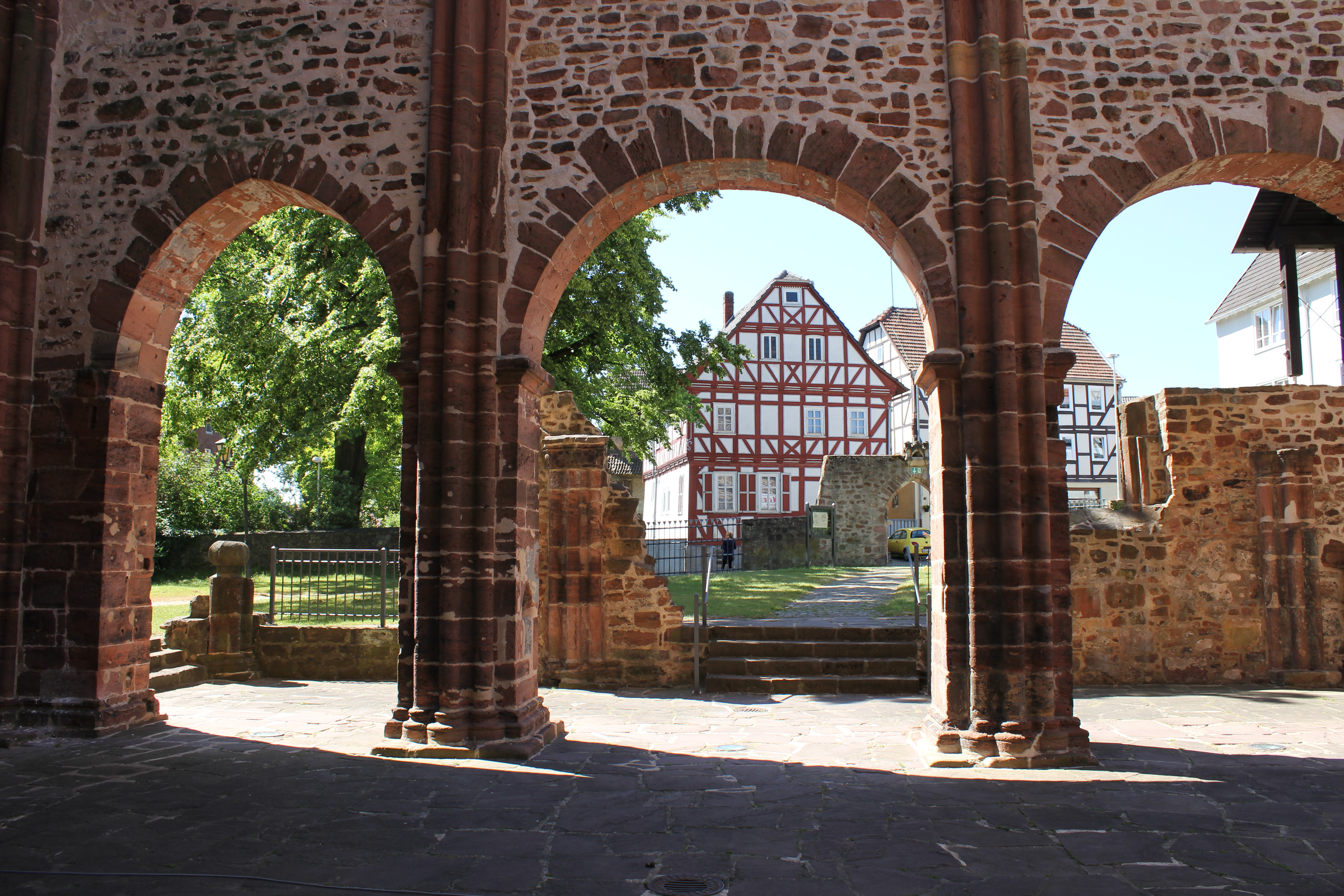
Blick ins Kirchenschiff
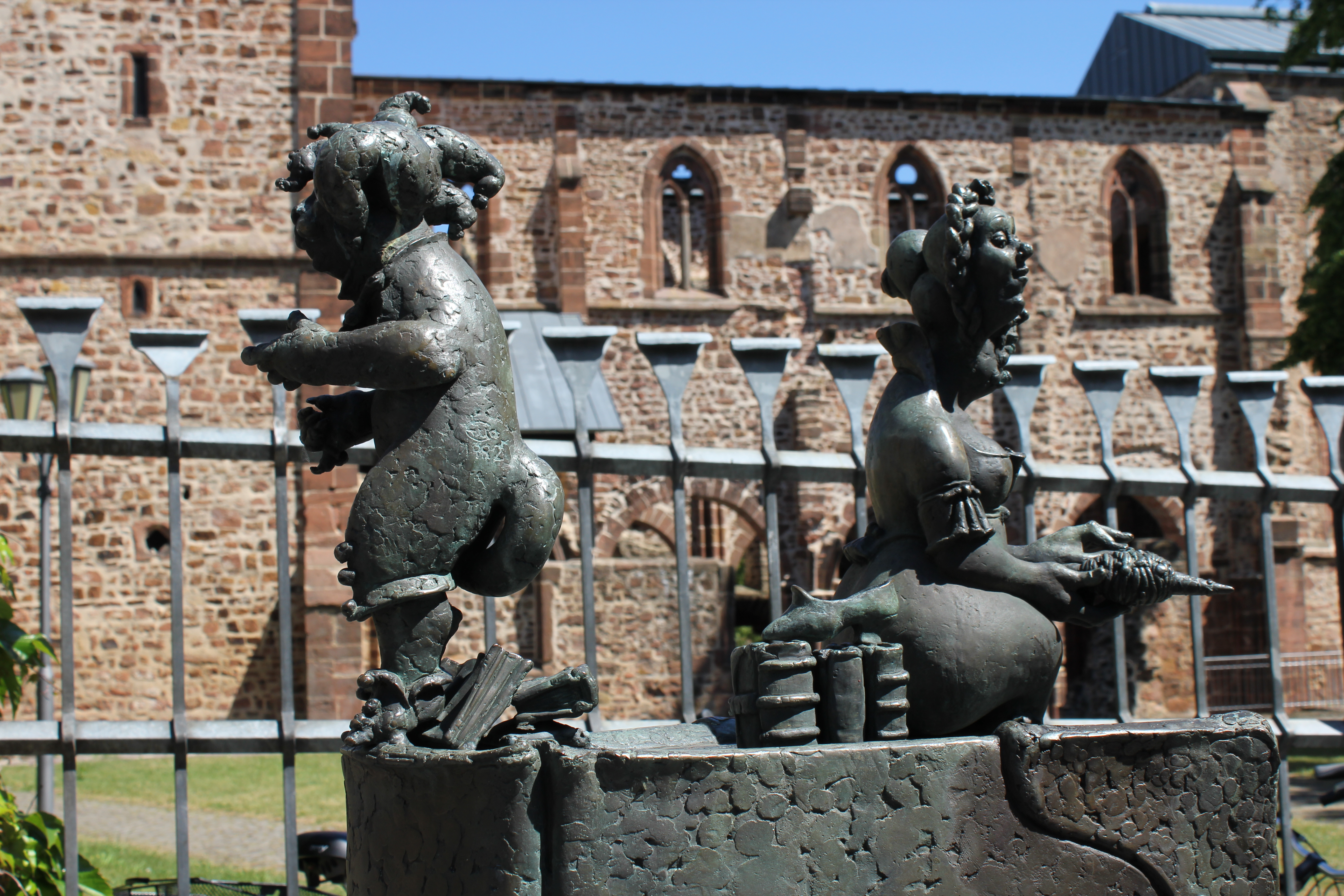
Märchenstatue von Elisabeth Wade vor der Totenkirche
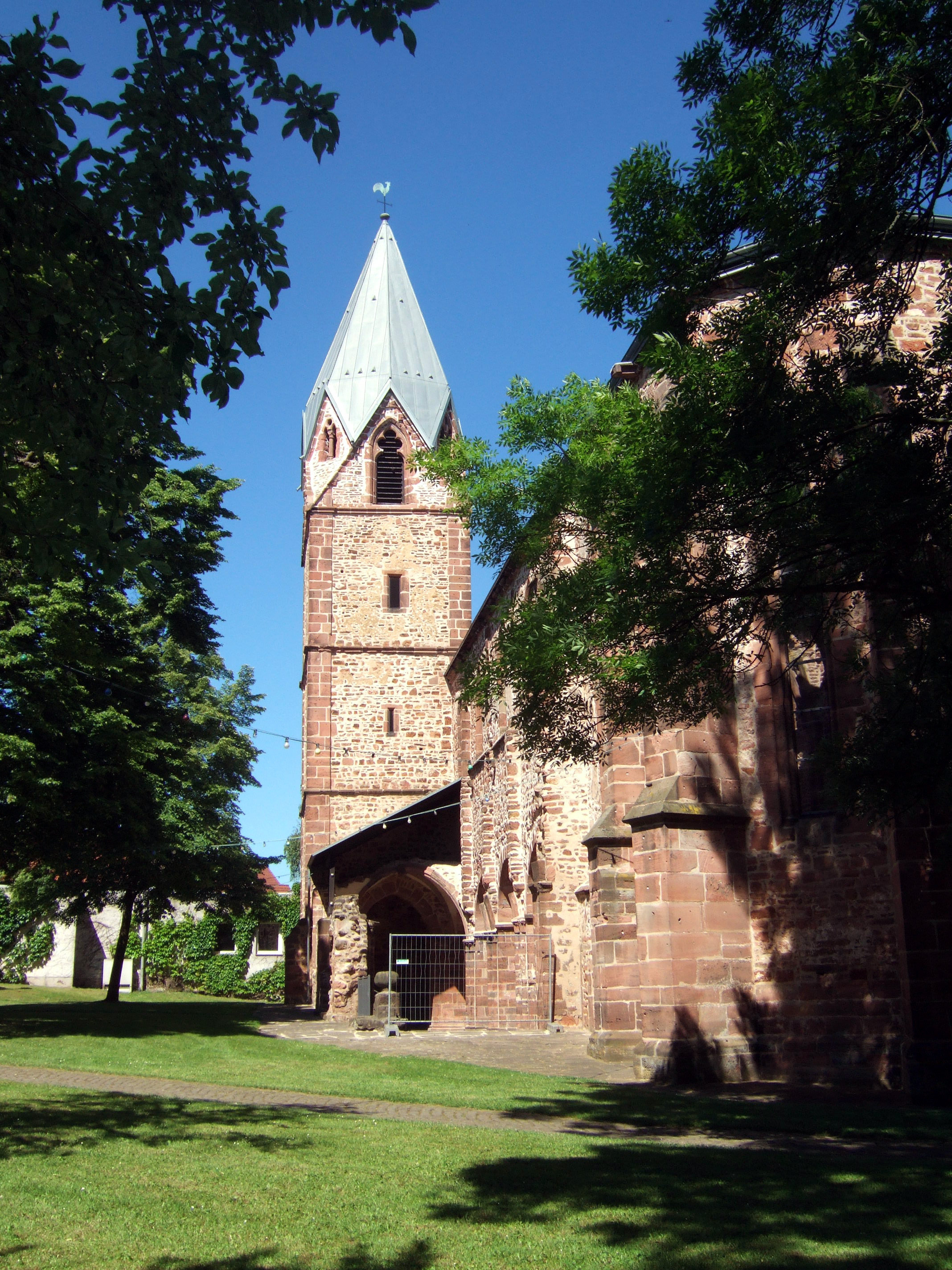
Totenkirche vom Kirchhof
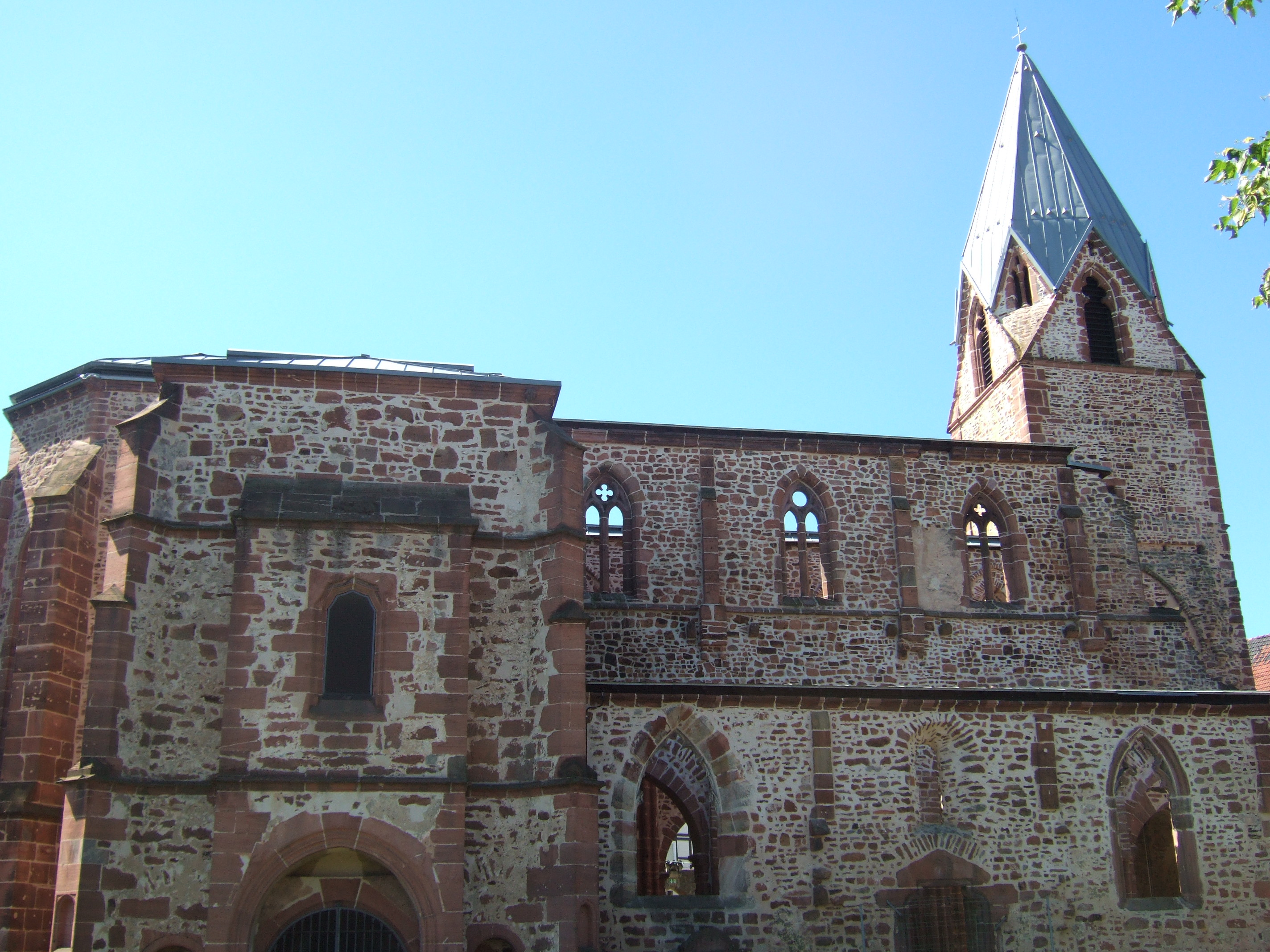
Seitenansicht
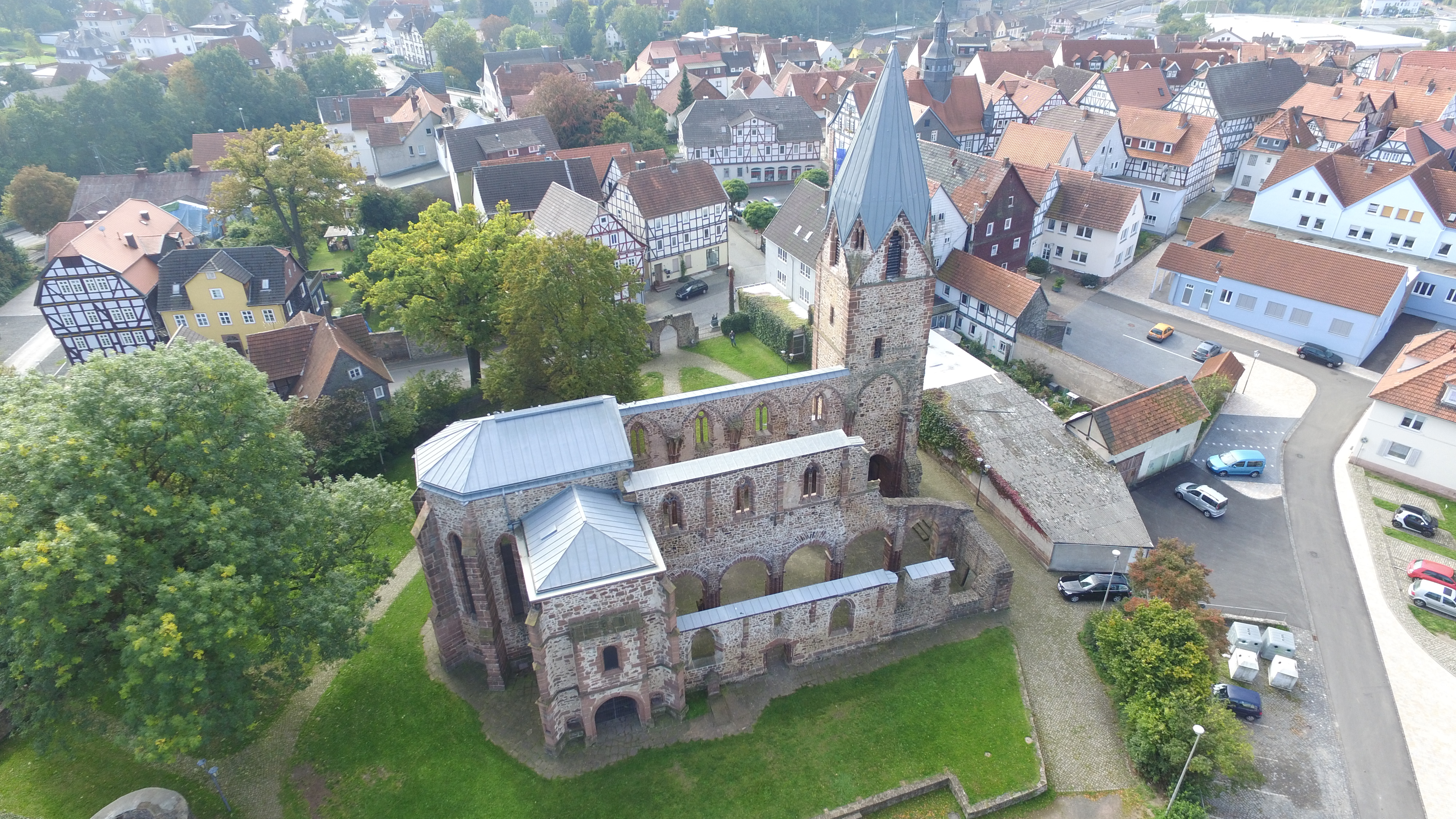
Aufnahme aus Nord-Osten
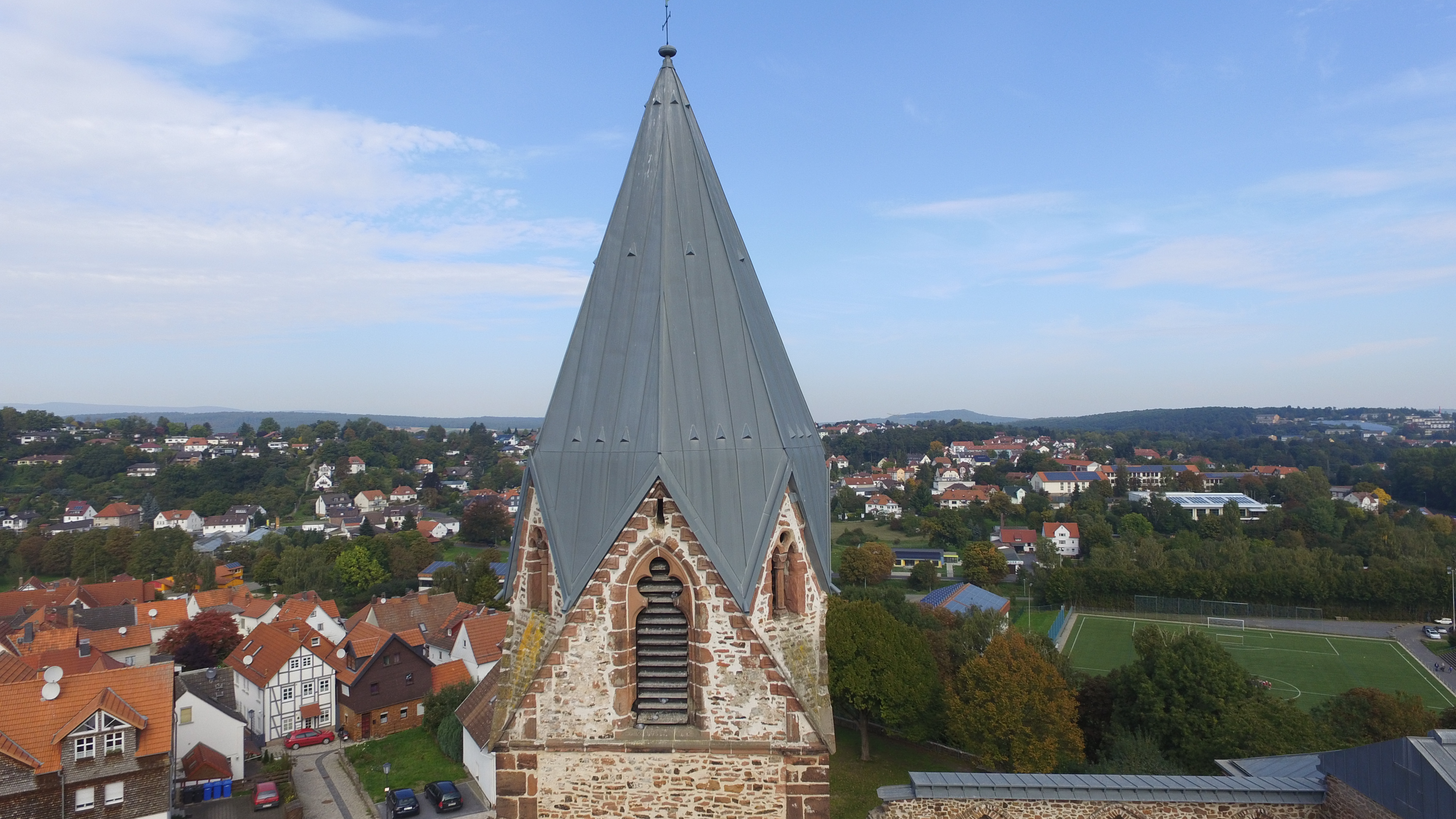
Südfassade des Turmhelmes mit Maßwerkfenster